# О
Cette page contient des caractères spéciaux ou non latins. S’ils s’affichent mal (▯, ?, etc.), consultez la page d’aide Unicode.
Ne doit pas être confondu avec O.

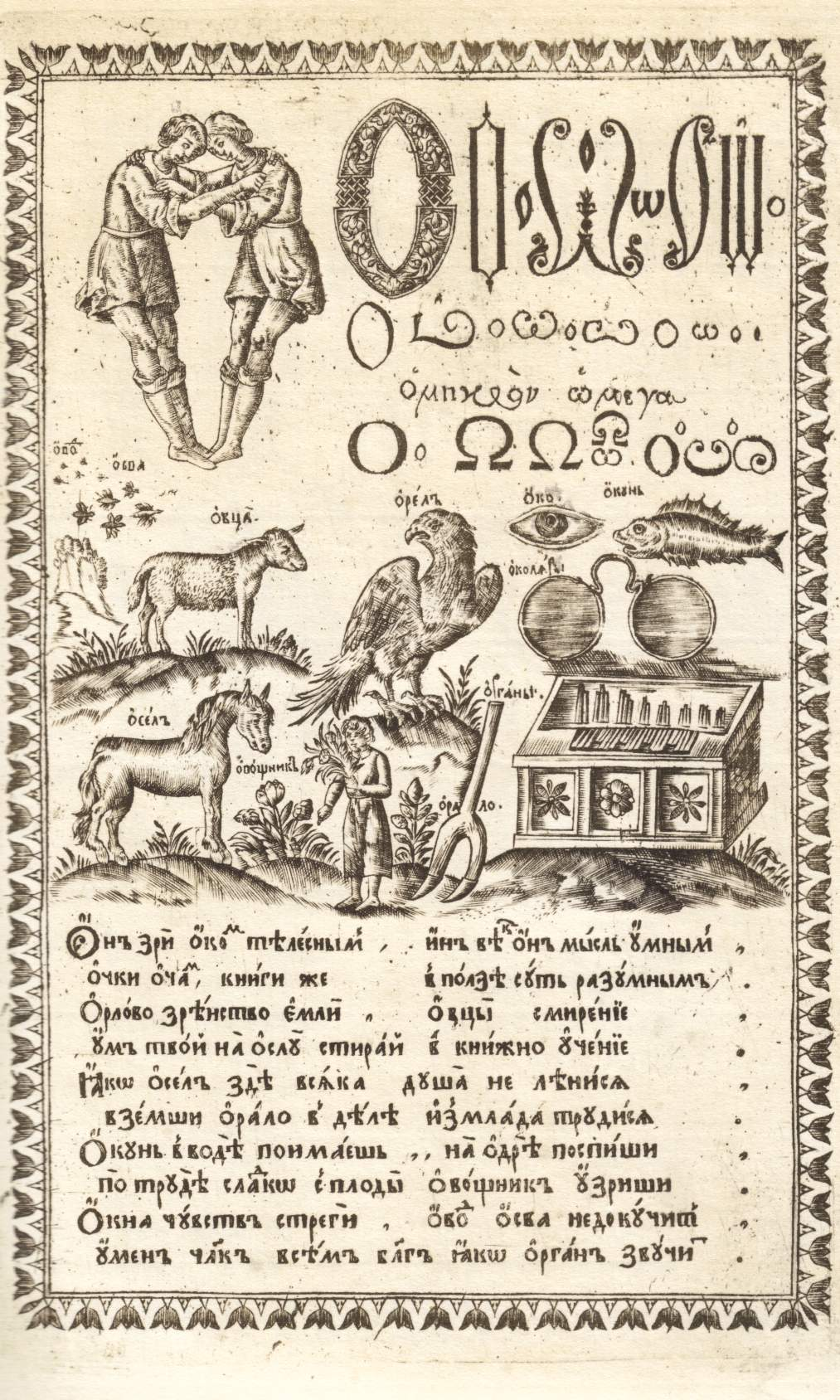
Les formes du o (ainsi que du ѡ et du ꙍ) dans l’Alphabet de Karion Istomin de 1694.

L’O (capitale : О, minuscule : о ou, pour le o étroit, ᲂ) est une lettre de l’alphabet cyrillique.

## Représentation informatique
L’o cyrillique peut être représenté avec les caractères Unicode suivants :
| formes    | représentations | chaînes de caractères | points de code | descriptions                  |
| --------- | --------------- | --------------------- | -------------- | ----------------------------- |
| capitale  | О               | О                     | U+041E         | lettre majuscule cyrillique o |
| minuscule | о               | о                     | U+043E         | lettre minuscule cyrillique o |